# Prokolagen glukoziltransferaza
Prokolagen glukoziltransferaza (EC 2.4.1.66, galaktozilhidroksilizinska glukoziltransferaza, kolagenska glukoziltransferaza, kolagen hidroksilizilna glukoziltransferaza, galaktozilhidroksilizilna glukoziltransferaza, UDP-glukoza-kolagenglukoziltransferaza, uridin difosfoglukoza-kolagenska glukoziltransferaza, UDP-glukoza:5-(D-galaktoziloksi)-L-lizin-prokolagenska D-glukoziltransferaza) je enzim sa sistematskim imenom UDP-glukoza:(2S,5R)-5-O-(beta--galaktozil)-5-hidroksi-L-lizin-(prokolagen) D-glukoziltransferaza. Ovaj enzim katalizuje sledeću hemijsku reakciju
UDP-glukoza + (2S,5R)-5-O-(beta--galaktozil)-5-hidroksi--lizin-[prokolagen] {\displaystyle \rightleftharpoons } UDP + (2S,5R)-5-O-[alfa-D-glukozil-(1->2)-beta-D-galaktozil]-5-hidroksi--lizin-[prokolagen]
Ovaj enzim učestvuje u sintezi ugljeno hidratnih jedinica u komplementu, cf. EC 2.4.1.50 (prokolagenska galaktoziltransferaza).

## Spoljašnje veze
- Procollagen+glucosyltransferase на 